# برنامج تحفيز المشروعات الثقافية
برنامج تحفيز المشروعات الثقافية هو برنامج دعم وتحفيز لمشروعات القطاع الثقافي في المملكة العربية السعودية أطلقه وزير الثقافة الأمير بدر بن عبد الله بن فرحان، بشراكة وتمويل من برنامج جودة الحياة وبمخصصات تقدر بـ181 مليون ريال.